# Static-X
Static-X (transkr. Statik eks) američka je muzička grupa osnovana 1994. godine u Los Anđelesu. Najviše sviraju indastrijal metal. Osnivač grupe je Vejn Statik koji je preminuo 2014. godine. Svetsku slavu stekli su 1999. kada su objavili svoj debi album Wisconsin Death Trip.

## Diskografija
Studijski albumi
- Wisconsin Death Trip (1999)
- Machine (2001)
- Shadow Zone (2003)
- Start a War (2005)
- Cannibal (2007)
- Cult of Static (2009)
- Project Regeneration Volume 1 (2020)

## Spoljašnje veze
- Zvanični veb-sajt